# Nomada obtusata
Nomada obtusata är en biart som beskrevs av Swenk 1915. Nomada obtusata ingår i släktet gökbin, och familjen långtungebin. Inga underarter finns listade i Catalogue of Life.